# Ángel Martín González (futbolista)
|  | Per a altres significats, vegeu «Ángel Martín González». |

Ángel Martín González (Madrid, 28 d'abril de 1964) és un exfutbolista i entrenador madrileny instal·lat a Navarra. Com a jugador ocupava la posició de migcampista.

## Trajectòria
Format al planter del Reial Madrid, el 1985 és cedit al CA Osasuna, sense haver debutat amb el primer equip blanc en lliga. Eixe any jugaria la recta final de la competició, col·laborant a la permanència de l'Osasuna.
Es va quedar a l'equip navarrés, amb qui jugaria fins a la temporada 94/95. Seria un dels jugadors més importants de l'Osasuna de la segona meitat dels 80 i principis dels 90, tot portant la seua samarreta en uns 250 partits.
Entre 1995 i 1997 va jugar amb el Rayo Vallecano, que també militava en primera divisió i que farien que la seua xifra de partits a la màxima categoria s'aprope als 300 partits.
Des de 1998 ha ocupat diversos càrrecs tècnics al CA Osasuna, com segon entrenador o secretari tècnic.